# Fenjan Albalad
Fenjan Albalad ( árabe : فنجان البلد) es una serie de televisión satírica de Palestina, creada y dirigida por Abdulrahman Daher.  Se estrenó en 2013 y cuenta con 3 temporadas con un total de 60 episodios independientes, filmados tanto en Palestina como en Jordania. En esta serie aparecen varios actores palestinos y árabes, y algunos segmentos del programa están archivados en la Biblioteca Nacional de Jordania.  
La primera temporada se filmó en 2013 en varias ciudades y pueblos de Cisjordania, Palestina, y se emitió en Roya TV jordana. Esta temporada generó una gran controversia debido a su enfoque atrevido y su dura crítica a la Autoridad Palestina y la corrupción. Ningún canal de televisión palestino quiso emitir la serie debido a su contenido sensible, y algunos organismos oficiales presentaron demandas contra el director y guionista Abdulrahman Daher por algunos episodios provocadores, incluido el episodio “Al-Tabash”, en el que el guionista criticó el carácter de uno de los ministros. Algunos periodistas de la época creyeron que el escritor pretendía referirse indirectamente al Ministro de Dotaciones palestino, Mahmoud Habbash, y al episodio de "El valle de los lobos", que trataba el tema de las diferencias entre los partidos palestinos, episodios que fueron cubiertos por los medios de comunicación y las noticias.   Esta situación llevó al equipo de producción a trasladarse a Jordania para producir las siguientes temporadas.  
La segunda temporada se filmó en 2014 en Jordania y también se emitió en Roya TV, que posteriormente enfrentó una reacción violenta de la Autoridad Palestina, lo que resultó en el cierre de su oficina en Cisjordania en protesta por el contenido crítico. Debido a estas presiones, Roya TV no pudo producir la tercera temporada. 
En 2015, el director Abdulrahman Daher se asoció con Al-Araby Television Network en Londres para crear y emitir la tercera temporada.  Un episodio, titulado “Qadh Al-Raees”, presentó a Daher en un papel principal y condujo a su arresto y juicio a su regreso a Palestina en 2020 por supuestamente insultar a la Autoridad Palestina. Su juicio público atrajo una considerable cobertura mediática y dio lugar a peticiones de liberación por parte de activistas, periodistas y defensores de los derechos humanos, que finalmente resultaron en su absolución tras una batalla legal de dos años.  

## Temporadas de Fenjan Albalad
| Temporada | Episodios | Países    | Director          | Actores | Empresas productoras                          | Canal       | Ref.   |
| --------- | --------- | --------- | ----------------- | --- | --------------------------------------------- | ----------- | ------ |
| 2013      | 30        | Palestina | Abdulrahman Daher | Abdulrahman Daher, Mahmud Rizik, Abdullah Nukhaili, Musa Allawi, Reem Sharha, Lama Rabah, Saleh Hamad.                                                 | Fenjan Albalad Production y Wattan Production | Roya TV     | [ 12 ] |
| 2014      | 15        | Jordania  | Abdulrahman Daher | Abdulrahman Daher, Mahmud Rizik, Munther Khalil, Khalil Mustafa, Anwar Khaleel, Yasmin Dalw, Yehya Ibrahim, Osama Kanaan, Seem Mahasnah, Fahed Hiwwadi | Fenjan Albalad Production                     | Roya TV     | [ 13 ] |
| 2015      | 15        | Jordania  | Abdulrahman Daher | Abdulrahman Daher, Mahmud Rizik, Ola Yaseen, Abdulla Nukhaili, Yasmin Dalw, Yehya Ibrahim, Osama Kanaan, Fahed Hiwwadi                                 | Fenjan Albalad Production                     | Al Araby TV | [ 14 ] |